# Kawasaki Shuhei
Kawasaki Shuhei (sinh ngày 28 tháng 4 năm 2001) là một cầu thủ bóng đá người Nhật Bản.

## Sự nghiệp câu lạc bộ
Kawasaki Shuhei hiện đang chơi cho Gamba Osaka.